# 吳良棻
吳良棻（?—?），河南省光州直隸州商城縣人，清朝政治人物、進士出身。
光緒十八年（1892年），参加光緒壬辰科殿試，登進士二甲84名。同年五月，改翰林院庶吉士。光緒二十年四月，散館，著以知县即用。